# Alberto Guerrero
Pour les articles homonymes, voir Guerrero (homonymie).
Alberto Guerrero, né le 6 février 1886 à La Serena au Chili et mort le 7 novembre 1959 à Toronto au Canada, est un pianiste chilien naturalisé canadien. Il est professeur de musique et mentor de Glenn Gould.

## Biographie
Alberto Guerrero est le fondateur et premier chef d'orchestre de l'Orchestre symphonique de Santiago du Chili. Il émigre ensuite au Canada où il devient enseignant au conservatoire de musique de Toronto. C'est là qu'il découvre le jeune Glenn Gould vers 1942 et devint son premier et seul mentor.